# Xanandra
Xanandra es el vigésimo primer sencillo de la banda Mägo de Oz. Siendo este el primero con Zeta como nuevo vocalista de la banda, tras la salida de José Andrëa.

## Videoclip
El videoclip de Xanandra fue estrenado en todo el mundo el 31 de octubre de 2012 en su cuenta oficial de YouTube. Contando con muchas participaciones tanto como de actores como del músico Carlos Escobedo (Sôber y Savia). El videoclip fue presentado por la Warner Music Spain, Dirigido por Mario Ruiz, la idea original fue del ya mencionado director y de Txus Di Fellatio. La duración del videoclip es de 6:19.

## Músicos
En el tema Xanadra participan:
- Zeta: voz principal.
- Carlitos: guitarra solista y coros.
- Frank: guitarra rítmica y coros.
- Josema: flauta travesera y coros.
- Mohamed: violín y coros.
- Txus: batería y coros.
- Fernando Mainer: bajo y coros.
- Javier Díez: teclados y coros.
- Patricia Tapia: coros.

- Datos: Q6169077